# Middleton Tyas
Middleton Tyas är en by och en civil parish i North Yorkshire, England. Orten har 619 invånare (2001). Det inkluderar Scotch Corner.